# Échallon
Échallon és un municipi francès situat al departament de l'Ain i a la regió d'Alvèrnia-Roine-Alps. L'any 2007 tenia 765 habitants.

## Demografia

### Població
El 2007 la població de fet d'Échallon era de 765 persones. Hi havia 286 famílies de les quals 64 eren unipersonals (32 homes vivint sols i 32 dones vivint soles), 81 parelles sense fills, 137 parelles amb fills i 4 famílies monoparentals amb fills.
La població ha evolucionat segons el següent gràfic:
Habitants censats

### Habitatges
El 2007 hi havia 409 habitatges, 293 eren l'habitatge principal de la família, 91 eren segones residències i 25 estaven desocupats. 370 eren cases i 37 eren apartaments. Dels 293 habitatges principals, 246 estaven ocupats pels seus propietaris, 37 estaven llogats i ocupats pels llogaters i 10 estaven cedits a títol gratuït; 12 tenien dues cambres, 20 en tenien tres, 66 en tenien quatre i 194 en tenien cinc o més. 243 habitatges disposaven pel capbaix d'una plaça de pàrquing. A 107 habitatges hi havia un automòbil i a 167 n'hi havia dos o més.

### Piràmide de població
La piràmide de població per edats i sexe el 2009 era:
| Homes | Edats   | Dones |
| ----- | ------- | ----- |
| 0     | 95 o +  | 0     |
| 0     | 90 a 94 | 4     |
| 8     | 85 a 89 | 12    |
| 8     | 80 a 84 | 8     |
| 8     | 75 a 79 | 12    |
| 20    | 70 a 74 | 20    |
| 12    | 65 a 69 | 12    |
| 12    | 60 a 64 | 8     |
| 12    | 55 a 59 | 16    |
| 12    | 50 a 54 | 12    |
| 20    | 45 a 49 | 32    |
| 32    | 40 a 44 | 44    |
| 36    | 35 a 39 | 16    |
| 36    | 30 a 34 | 20    |
| 20    | 25 a 29 | 20    |
| 20    | 20 a 24 | 16    |
| 28    | 15 a 19 | 12    |
| 24    | 10 a 14 | 20    |
| 24    | 5 a 9   | 16    |
| 32    | 0 a 4   | 28    |

## Economia
El 2007 la població en edat de treballar era de 469 persones, 364 eren actives i 105 eren inactives. De les 364 persones actives 336 estaven ocupades (185 homes i 151 dones) i 28 estaven aturades (10 homes i 18 dones). De les 105 persones inactives 34 estaven jubilades, 40 estaven estudiant i 31 estaven classificades com a «altres inactius».

### Ingressos
El 2009 a Échallon hi havia 309 unitats fiscals que integraven 809,5 persones, la mediana anual d'ingressos fiscals per persona era de 20.360 €.

### Activitats econòmiques
Dels 23 establiments que hi havia el 2007, 1 era d'una empresa de fabricació de material elèctric, 5 d'empreses de fabricació d'altres productes industrials, 2 d'empreses de comerç i reparació d'automòbils, 1 d'una empresa de transport, 3 d'empreses d'hostatgeria i restauració, 1 d'una empresa d'informació i comunicació, 1 d'una empresa financera, 1 d'una empresa immobiliària, 5 d'empreses de serveis, 1 d'una entitat de l'administració pública i 2 d'empreses classificades com a «altres activitats de serveis».
Els 3 serveis als particulars que hi havia el 2009 eren restaurants.
L'any 2000 a Échallon hi havia 6 explotacions agrícoles.

## Equipaments sanitaris i escolars
El 2009 hi havia una escola elemental.

## Poblacions més properes
El següent diagrama mostra les poblacions més properes.